# Premi BAFTA 1979
I premi della 32ª edizione dei British Academy Film Awards furono conferiti il 22 marzo 1979 dalla British Academy of Film and Television Arts alle migliori produzioni cinematografiche del 1978.

## Vincitori e candidati

### Miglior film
- Giulia (Julia), regia di Fred Zinnemann
- Fuga di mezzanotte (Midnight Express), regia di Alan Parker
- Guerre stellari (Star Wars / Star Wars Episode IV: A New Hope), regia di George Lucas
- Incontri ravvicinati del terzo tipo (Close Encounters of the Third Kind), regia di Steven Spielberg

### Miglior regista
- Alan Parker – Fuga di mezzanotte (Midnight Express)
- Robert Altman – Un matrimonio (A Wedding)
- Steven Spielberg  – Incontri ravvicinati del terzo tipo (Close Encounters of the Third Kind)
- Fred Zinnemann – Giulia (Julia)

### Miglior attore protagonista
- Richard Dreyfuss – Goodbye amore mio! (The Goodbye Girl)
- Brad Davis – Fuga di mezzanotte (Midnight Express)
- Anthony Hopkins – Magic - Magia (Magic)
- Peter Ustinov – Assassinio sul Nilo (Death on the Nile)

### Migliore attrice protagonista
- Jane Fonda – Giulia (Julia)
- Anne Bancroft – Due vite, una svolta (The Turning Point)
- Jill Clayburgh – Una donna tutta sola (An Unmarried Woman)
- Marsha Mason – Goodbye amore mio! (The Goodbye Girl)

### Miglior attore non protagonista
- John Hurt – Fuga di mezzanotte (Midnight Express)
- Gene Hackman – Superman
- Jason Robards – Giulia (Julia)
- François Truffaut – Incontri ravvicinati del terzo tipo (Close Encounters of the Third Kind)

### Migliore attrice non protagonista
- Geraldine Page – Interiors
- Angela Lansbury – Assassinio sul Nilo (Death on the Nile)
- Maggie Smith – Assassinio sul Nilo (Death on the Nile)
- Mona Washbourne – Stevie

### Migliore attore o attrice debuttante
- Christopher Reeve – Superman
- Brad Davis – Fuga di mezzanotte (Midnight Express)
- Mary Beth Hurt – Interiors
- Melanie Mayron – Girlfriends

### Migliore sceneggiatura
- Alvin Sargent – Giulia (Julia)
- Robert Altman, John Considine, Allan F. Nicholls, Patricia Resnick  – Un matrimonio (A Wedding)
- Neil Simon – Goodbye amore mio! (The Goodbye Girl)
- Steven Spielberg  – Incontri ravvicinati del terzo tipo (Close Encounters of the Third Kind)

### Migliore fotografia
- Douglas Slocombe – Giulia (Julia)
- Frank Tidy – I duellanti (The Duellists)
- Geoffrey Unsworth – Superman
- Vilmos Zsigmond – Incontri ravvicinati del terzo tipo (Close Encounters of the Third Kind)

### Migliore scenografia
- Joe Alves – Incontri ravvicinati del terzo tipo (Close Encounters of the Third Kind)
- John Barry – Guerre stellari (Star Wars / Star Wars Episode IV: A New Hope)
- John Barry – Superman
- Gene Callahan, Willy Holt, Carmen Dillon – Giulia (Julia)

### Migliori musiche (Anthony Asquith Award for Film Music)
- John Williams – Guerre stellari (Star Wars / Star Wars Episode IV: A New Hope)
- Georges Delerue – Giulia (Julia)
- Barry Gibb, Maurice Gibb, Robin Gibb – La febbre del sabato sera (Saturday Night Fever)
- John Williams – Incontri ravvicinati del terzo tipo (Close Encounters of the Third Kind)

### Miglior montaggio
- Gerry Hambling – Fuga di mezzanotte (Midnight Express)
- Paul Hirsch, Marcia Lucas, Richard Chew – Guerre stellari (Star Wars / Star Wars Episode IV: A New Hope)
- Michael Kahn – Incontri ravvicinati del terzo tipo (Close Encounters of the Third Kind)
- Walter Murch – Giulia (Julia)

### Migliori costumi
- Anthony Powell – Assassinio sul Nilo (Death on the Nile)
- John Mollo – Guerre stellari (Star Wars / Star Wars Episode IV: A New Hope)
- Tom Rand – I duellanti (The Duellists)
- Anthea Sylbert, Joan Bridge, Annalisa Nasalli-Rocca – Giulia (Julia)

### Miglior sonoro
- Sam Shaw, Robert R. Rutledge, Gordon Davidson, Gene Corso, Derek Ball, Don MacDougall, Bob Minkler, Ray West, Michael Minkler, Les Fresholtz, Richard Portman, Ben Burtt – Guerre stellari (Star Wars / Star Wars Episode IV: A New Hope)
- Michael Colgan, Les Lazarowitz, John Wilkinson, Robert W. Glass Jr., John T. Reitz – La febbre del sabato sera (Saturday Night Fever)
- Gene S. Cantamessa, Robert Knudson, Don MacDougall, Robert Glass, Stephen Katz, Frank E. Warner, Richard Oswald, David M. Horton, Sam Gemette, Gary S. Gerlich, Chester Slomka, Neil Burrow – Incontri ravvicinati del terzo tipo (Close Encounters of the Third Kind)
- Chris Greenham, Gordon K. McCallum, Peter Pennell, Mike Hopkins, Pat Foster, Stan Fiferman, John Foster, Roy Charman, Norman Bolland, Brian Marshall, Charles Schmitz, Richard Raguse, Chris Large – Superman

### Miglior cortometraggio (Best Short Factual Film)
- Hokusai: An Animated Sketchbook, regia di Tony White
- I'll Find a Way, regia di Beverly Shaffer
- Planet Water, regia di Derek Williams
- Sunday Muddy Sunday, regia di Lindsay Dale